# Triangle (SMAPの曲)
「Triangle」（トライアングル）は、SMAPの38枚目のシングル。2005年11月23日にビクターエンタテインメントから発売された。

## 概要
作詞・作曲はSMAPの「オレンジ」、「Song2 〜the sequel to that〜」、「夏日憂歌」、&Gの「Wonderful Life」などを手がけた市川喜康。編曲は小西貴雄。
市川によると、2001年のアメリカ同時多発テロ事件のあと、アフガニスタンの対テロ戦争の状況をテレビで見ていて、「何か伝えなくては」と感じたのが制作のきっかけだった。シンガーソングライターでもあった市川は、当初は自分で歌うことも頭にあったが、楽曲を作っていく過程で、メッセージ性が強すぎてなんか自分で歌っちゃダメだと考え、SMAPに楽曲提供した。
曲名のTriangle＝トライアングルとは三角形のことだが、「銃を構える人」と「向けられる人」、そして「それを見ている自分」の三者による三角関係という意味である。
市川いわく、「どっちが正義かみたいなところってすごく難しい。銃を構えている人ももしかしたら自分の命を守るためだったり、自分の大切な人を守るためかもしれないし、どっちが被害者でどっちが加害者かは分からない。そうやって争っている2人がいて、それを見ている自分がいて。自分は傍観者なんですよね。その2人に対して何もできなくていいのかなって。『Triangle』って両方と辺はつながっているんですよね」。
歌詞の「小さなこの部屋からどんなに目を凝らせど 見えないものばかりだ」というフレーズは、ニュースが伝える情報を見ているだけではわからない、現地にいる人たちが置かれた現実に思いをはせることができていないことに気付いた、その時の思いを表したものである。2番は、市川の祖父から戦争の話を聞いた実体験がもとになっている。
2005年夏のライブツアー『SMAPとイク? SMAP SAMPLE TOUR FOR 62 DAYS.』の中で初披露され、過去最高視聴率を記録した『24時間テレビ28 「愛は地球を救う」〜生きる〜』のなかでも歌唱され一般に認知、「是非発売してほしい」という多数の要望を聞き入れる形で発売となった。2006年7月26日発売のアルバム『Pop Up! SMAP』の6曲目にも収録されている。
CDのジャケットデザインは、黒をバックに黄色の三角形が描かれている極めてシンプルなもの。
MVでは、メンバー5人が 老人ホームで働いており、最後にお年寄りたちに、本曲を披露している。
SMAPの曲では、「オリジナルスマイル」、「夜空ノムコウ」、「世界に一つだけの花」に続き、この曲も2008年度に音楽の教科書に掲載された。
『2005 FNS歌謡祭』（フジテレビ系）のトリでアレンジ版が披露された。また、SMAPにとって2年ぶりの出場となる2005年の『第56回NHK紅白歌合戦』の大トリ（第54回以来2度目の大トリでもある）でこの曲を歌った。2010年の『第61回NHK紅白歌合戦』では「This is love '10SPメドレー」の後フリで本曲を披露し、2015年の『第66回NHK紅白歌合戦』では「This is SMAP メドレー」の1曲目として、個々のソロを久々にテレビで披露した。登場回数3回でSMAPが紅白歌合戦で歌った曲では、「世界に一つだけの花」と同じ1位タイである。
テレビ朝日系列のスポーツ中継（トリノオリンピック、WBC など）のテーマソング（2005年11月 - 2006年3月、以降もISUグランプリシリーズイメージソングとして使用されている）。そのタイアップで最初に流れたのがこの年に高橋尚子選手が優勝した「東京国際女子マラソン」だった。
爆笑問題の太田光は、この曲が好きだと、SmaSTATION!!に出演した際にコメントした。
2022年2月から3月にかけて、ロシアによるウクライナへの軍事侵攻が進む中、「反戦歌」としてこの曲に再び注目が集まった。

## チャート成績
- オリコン週間シングルチャートで初登場首位を獲得した。SMAPにとって同チャートでの1位獲得は「freebird」から5作連続・通算16作目となった。TOP10入りはデビュー以来38作連続となり、通算TOP10獲得数でTHE ALFEEが当時保持していた38作の記録に並ぶ歴代1位タイとなった。初動売上は約18.2万枚であった[5]。
- 累計売上は34.2万枚（オリコン調べ）。
- 同チャートではその後、2005年12月19日付でSMAPのシングル総売上が2000万枚を突破した。これを達成したのはB'z、サザンオールスターズ、Mr.Childrenに続き史上4組目である[6]。
- オリコン週間デジタルシングル（単曲）ランキングで2022年3月7日付で89位で初ランクイン、3月14日付で11位(4,225DL)を記録した。同「デイリーランキング」でも、3月1日付で3位(1,022DL)を記録した[7]。

## 収録曲
1. Triangle
作詞・作曲:市川喜康 / 編曲:小西貴雄 / コーラスアレンジ:知野芳彦
  - テレビ朝日系 スポーツ中継（トリノオリンピック、WBCなど）テーマソング
  - 「ISUグランプリシリーズ」イメージソング
2. Piece of world
作詞:篠崎隆一 / 作曲・編曲:h-wonder
3. Triangle（back track）
4. Piece of world（back track）

## 収録アルバム
- Pop Up! SMAP（#1）
- SMAP 25 YEARS（#1）